# Tears (X Japan)
Tears è un singolo del gruppo visual kei giapponese X Japan. L'autore è Yoshiki e il brano è dedicato al padre, morto suicida quando l'autore del brano era ancora piccolo. Nei crediti presenti sul CD, viene citato Hitomi Shiratori, pseudonimo usato varie volte da Yoshiki per alcuni testi da lui scritti. Il brano è stato inoltre utilizzato come tema musicale del film sudcoreano Windstruck del 2004.

## Tracce
1. Tears [X Japan Version] - 10:32 (Hitomi Shiratori, Yoshiki - Yoshiki)
2. Tears [Classic Version] - 5:04 (Yoshiki)

## Formazione
- Toshi - voce
- Pata - chitarra
- Hide - chitarra
- Heath - basso
- Yoshiki - batteria, pianoforte